# Konstanty Felicjan Szaniawski
Konstanty Felicjan Szaniawski herbu Junosza (ur. 24 listopada 1668, zm. 1 lipca 1732 roku w Lipowcu) – biskup włocławski od 1705, przeniesiony do Krakowa 3 lipca 1720, scholastyk wileński, kanonik warmiński, kanonik warszawski, regent kancelarii większej koronnej, duchowny referendarz wielki litewski w 1703 roku.

## Życiorys
Studiował w Akademii Krakowskiej, gdzie w 1698 r. uzyskał stopień doktora obojga praw.
Zwolennik króla Augusta II i panowania Sasów w Polsce. Był członkiem konfederacji olkienickiej w 1700 roku. Był członkiem konfederacji sandomierskiej 1704 roku. Pod wpływem biskupa Szaniawskiego August II odwołał swoją abdykację w 1709. Był uczestnikiem Walnej Rady Warszawskiej 1710 roku. W 1717 roku został wyznaczony senatorem rezydentem.
W trosce o poziom wykształcenia duchowieństwa założył i uposażył w 1726 r. Wyższe Seminarium Duchowne w Kielcach, oraz seminarium w Krakowie na Stradomiu w 1732 r. powierzając jego prowadzenie Misjonarzom. Rozbudował seminarium zamkowe. W zamku biskupów krakowskich w Lipowcu urządził dom poprawczy dla księży. Dla ubogich studentów w Łukowie ufundował Collegium Szaniavianum. Był współfundatorem kościoła pijarów.
Staraniem biskupa w latach 1724–1728 odnowiono zniszczony i spalony przez Szwedów w 1702 r. Zamek Królewski na Wawelu. W 1720 r. ogłosił list pasterski, który następnie pełnił rolę podręcznika pastoralnego. W 1725 r. ogłosił edykt przeciw innowiercom oraz Idea vitae sacerdotalis czyli podręcznik ascezy dla kleru.
Biskup pochowany został w katedrze wawelskiej w kaplicy Bodzentyńskiej, gdzie jeszcze za jego życia stanął pomnik nagrobny z czarnego marmuru autorstwa Kacpra Bażanki.